# Număr extrem totient
În matematică, un extrem totient este un număr întreg {\displaystyle k} care are mai multe soluții la ecuația {\displaystyle \phi (x)=k}, unde {\displaystyle \phi } este indicatorul lui Euler al lui {\displaystyle x} (funcția totient).
Primele 27 de valori ale indicatorului lui Euler {\displaystyle \phi (x)} sunt:
1, 1, 2, 2, 4, 2, 6, 4, 6, 4, 10, 4, 12, 6, 8, 8, 16, 6, 18, 8, 12, 10, 22, 8, 20, 12, 18.
Primele numere extrem totiente sunt:
1, 2, 4, 8, 12, 24, 48, 72, 144, 240, 432, 480, 576, 720, 1152, 1440, 2880, 4320, 5760, 8640, 11520.
Singurul număr impar extrem totient este 1. Există o infinitate de numere pare extrem totiente.
Funcția totient a unui număr {\displaystyle x}, cu factorizarea primă {\displaystyle x=\prod _{i}p_{i}^{e_{i}}}, este produsul:
{\displaystyle \phi (x)=\prod _{i}(p_{i}-1)p_{i}^{e_{i}-1}.}
Astfel, un număr cu un totient mare este un număr care are mai multe modalități de a fi exprimat ca produs în această formă decât oricare alt număr mai mic.